# The War (album)
Pour les articles homonymes, voir The War.
Albums de EXO
For Life
(2016) EXO PLANET #3 - THE EXO'rDIUMdot in Seoul
(2017)
Singles
1. Ko Ko Bop
Sortie : 18 juillet 2017
2. Power
Sortie : 5 septembre 2017

The War est le quatrième album studio du boys band sud-coréano-chinois EXO. L'opus est publié en digital sur diverses plate-formes de téléchargement le 18 juillet 2017 à 18 h (heure coréenne) tandis que l'album physique est sorti le 19 juillet 2017 sous SM Entertainment et distribué par Genie Music. The War reçoit le plus grand nombre de pré-commandes de tous les temps pour un album K-pop, à plus de 800 000 copies physiques, battant ainsi le record détenu par leur précédent album EX'ACT. 24 jours après la sortie, il est devenu le quatrième album studio consécutif d'EXO à avoir été vendu à plus d'un million d'exemplaires. Une réédition est sortie le 5 septembre sous le titre The Power of Music.

## Contexte et sortie
Le 28 mai 2017, EXO a tenu une conférence de presse dans le cadre de la tournée EXO'rDIUM pour leur dernier concert qui s'est déroulé au Stade olympique de Séoul. En ce jour, Baekhyun a divulgué une information concernant leur futur comeback en déclarant : « La chanson-titre est déjà choisie et les membres et la compagnie sont très satisfaits. Je suis très excité et la compagnie est très excitée ». De plus, selon les révélations d’une source au sein de SM Entertainment, EXO prévoient de revenir mi-juillet,.
Le 23 juin, SM Entertainment a confirmé que Lay n’est pas en mesure de participer à la production du nouvel album en raison de ses activités en Chine. Réalisant le chevauchement entre ses activités promotionnelles chinoises et le comeback d’EXO, Lay a pris la décision de ne pas participer aux promotions de ce comeback après discussions avec l'agence.
Le 6 juillet, la date du comeback est annoncée, EXO fera son grand retour le 21 juillet sur le plateau du Music Bank. Deux jours après, EXO dévoile de nouveaux logos pour son comeback à travers leur nouveau compte Instagram. En parallèle, un compte Twitter avec un unique tweet a été créé à l’occasion, il est alors donné la possibilité aux fans possédant un compte sur le réseau social de choisir entre trois options : « Tweeter #EXO », « Tweeter #KoKoBop » ou « Tweeter #TheWarEXO ». Peu importe l’option choisie, les fans sont accueillis avec le message suivant : « Le teaser vidéo exclusif d’EXO n’est plus qu’à un tweet » accompagné d’un lien, une fois que le fan tweete avec ce lien, il peut ainsi accéder à une vidéo teaser.
Les producteurs de musique incluant Kenzie, LDN Noise, The Underdogs, MARZ Music et Henry ont participé à la production de l'album. Au total, l'album comporte neuf chansons recouvrant un certain nombre de genres y compris le reggae pop, R&B et hip-hop.
« C’est un grand honneur d’avoir atteint trois fois un million d’exemplaires alors que c’est difficile déjà une seule fois. Comme nous avons réussi trois fois, il est naturel de vouloir tenter une quatrième fois. Nous ferons tout notre possible pour réaliser un million d’unités vendues pour la quatrième fois », a déclaré Kai, lors d’une conférence de presse destinée à marquer la sortie du quatrième album.
« Cet album est celui qui définit la vision du monde de nos activités jusqu’à présent », a estimé le leader du groupe Suho. Chanyeol a de son côté fait part de ses attentes en notant que l’album a permis à tous les membres du groupe de faire des progrès remarquables à travers leur grande participation.
Le 21 août, SM Entertainment a confirmé qu'EXO sortira un album repackage début septembre. Ce même jour, un premier teaser intitulé #Total_Eclipse (avec un extrait audio de "Sweet Lies") a été publié en même temps que lorsque l'Éclipse solaire s'est produite, avec le message "The Power of Music". Le deuxième teaser a été publié le 28 août sous le nom de #Parallel_Universe (avec un extrait audio de "부메랑 (Boomerang)"). Le troisième teaser intitulé "Power # RF_05" a été publié le 30 août. Le même jour, le titre de l'album a été révélé comme étant THE WAR : The Power of Music dont la sortie est prévue pour le 5 septembre avec la chanson titre "Power", l'album contiendra trois nouvelles pistes.

## Chansons
La chanson phare a été un « grand défi », selon Baekhyun, comme ils ont essayé un nouveau genre de reggae et dance music. « Même les gens qui ne connaissent pas bien la musique peuvent ressentir un balancement naturel au fond du cœur en l’écoutant. ». On rappelle Chen et Chanyeol ont aussi participé à l'écriture de la chanson principale "Ko Ko Bop". Le 8 juillet, l'agence a dévoilé le premier teaser du single "Ko Ko Bop" sur le compte Twitter officiel d'EXO. Les clips musicaux des deux versions (coréenne et chinoise) ont été ensuite mises en ligne le 18 juillet 2017.
La chanson "Touch It" présente certaines des paroles écrites par Chen. La piste "Chill" comprend des paroles de rap écrites par Chanyeol et est une piste de R & B de danse. Enfin, "Going Crazy" a été précédemment révélé lors de leur second tournée « EXO PLANET #2 - The EXO'luXion » lors de la diffusion du VCR#4.

## Promotion
SM Entertainment a proposé un événement aux EXO-L se trouvant en Corée du Sud. Du 14 au 16 juillet, les fans ont pu découvrir la chanson en avant première au COEX Artium avec un son 3D en réalité virtuelle. L'expérience inédite a été réservée aux 500 premières personnes arrivant sur les lieux.
EXO a fait son retour au M Countdown le 20 juillet en interprétant "Ko Ko Bop" et "The Eve". Le groupe a également interprété ces chansons lors de la tournée SMTown à Hong Kong le 5 août.
Le 18 juillet, EXO a tenu un live intitulé "Ko Ko Bop on One Night Summer" via l'application mobile V, où le groupe a parlé de l'album et du tournage du clip-vidéo.
Le 6 septembre, EXO a tenu un mini fan-meeting où ils ont dansé sur "Power" pour la première fois. Le groupe a commencé à promouvoir cette réédition en interprétant "Power" dans divers programmes musicaux sud-coréens le 7 septembre.
Le 20 octobre, SM Entertainment a sorti une vidéo spéciale avec le remix de "Power" de R3hab pour le projet SM Station sur YouTube. Les DJs Dash Berlin, IMLAY et SHAUN ont également créé des remix de cette chanson, ils ont ensuite été mise en ligne en plus de celle de R3hab sur différents sites de streaming.

## Accueil

### Succès commercial
Selon des rapports et la SM, le 18 juillet, l'album a enregistré pas moins de 807 235 de pré-commandes, battant le précédent record de leur album EX'ACT du groupe, qui a enregistré 660 180 pré-commandes, EXO maintient encore une fois le titre l'album le plus pré-vendu de tous les temps d'un artiste K-pop. Leurs trois premiers albums ont été écoulés chacun à plus d’un million d’exemplaires.
D'après le site Web de Billboard, le quatrième album studio d’EXO est numéro un des ventes d’albums étrangers aux États-Unis pour la semaine du 5 août. Il figure également au 87e rang du Billboard 200, le principal chart pour les albums.
Selon Hanteo Chart, le 25 juillet, l'album a franchi les 600 000 ventes physiques une semaine après sa sortie le 19 juillet. C'est le nombre le plus élevé pour les ventes d'albums de la première semaine enregistrées sur Hanteo. Le record précédent a été établi en juin 2016 par le groupe-même avec leur album EX'ACT (522 300 exemplaires).
Le 12 août, EXO devient le groupe masculin à avoir vendu le plus d’albums dans l’histoire de la K-pop grâce à ces ventes et à celles des albums précédents. EXO est désormais le groupe masculin de K-pop à avoir vendu le plus d’albums avec un total s’élevant à 7,4 millions de copies vendues. Le précédent record était détenu par Seo Taiji and Boys avec 7,2 millions d’albums vendus.
Le 14 août, « The War » a dépassé le million d’exemplaires en 24 jours après sa sortie le 19 juillet dernier. Les ventes du quatrième album du groupe en versions chinoise et coréenne se sont élevées à 1 012 021 au total alors que les trois albums précédents avaient également dépassé la barre du million : XOXO, EXODUS et EX'ACT.
Les membres du groupe ont déclaré que « c’est incroyable que notre album ait dépassé les un million de ventes moins d’un mois après sa sortie. » ; « c’est grâce à nos fans et nous nous efforcerons de répondre à l’amour que les fans nous ont accordé. ».
« The Power of Music » s’est placé à la première place dans différents charts coréens comme : Hanteo, Synnara, YES24, Hottracks, Kyobo Books, et plus encore. En dehors des frontières coréennes, EXO s’est retrouvé en tête de l’iTunes album charts dans 33 pays différents au total. L’album était également classé dans le top 10 de l’iTunes album charts dans 53 pays différents dont la France.
Le 14 septembre, la chanson "Power" a enregistré le score le plus élevé de tous les temps au M Countdown avec 11 000 points, après les Girls' Generation qui avaient conservé leur plus gros score dans une émission musicale avec "Lion Heart" (10 988 votes le 3 septembre 2015). La victoire marque également leur 100e victoire dans les émissions musicales.

## Liste des titres
| The War (Version coréenne) | The War (Version coréenne)        | The War (Version coréenne)                | The War (Version coréenne)                                                                          | The War (Version coréenne) | The War (Version coréenne) | The War (Version coréenne) | The War (Version coréenne) | The War (Version coréenne) | The War (Version coréenne) |
| No                         | Titre                             | Auteur                                    | Producteur(s)                                                                                       | Durée                      |                            |                            |                            |                            |                            |
| -------------------------- | --------------------------------- | ----------------------------------------- | --------------------------------------------------------------------------------------------------- | -------------------------- | -------------------------- | -------------------------- | -------------------------- | -------------------------- | -------------------------- |
| 1.                         | 전야 (前夜) (The Eve)             | Hwang Yoo-bin                             | Mike Woods, Kevin White, Andrew Bazzi, MZMC, Henry, Rice n' Peas                                    | 02:56                      |                            |                            |                            |                            |                            |
| 2.                         | Ko Ko Bop                         | Chanyeol, Chen, Baekhyun, JQ, Hyun Ji-won | Kaelyn Behr, Tay Jasper, Shaylen Carroll, MZMC, Styalz Fuego                                        | 03:10                      |                            |                            |                            |                            |                            |
| 3.                         | What U do?                        | Kenzie                                    | Kenzie, Ronny Svendsen, Justin Stein                                                                | 03:41                      |                            |                            |                            |                            |                            |
| 4.                         | Forever                           | Kenzie                                    | Kenzie, LDN Noise, Adrian Mckinnon                                                                  | 03:50                      |                            |                            |                            |                            |                            |
| 5.                         | 다이아몬드 (Diamond)              | Jo Yoon-kyung                             | Harvey Mason, Jr., Michael Wyckoff, Britt Burton, Patrick "J. Que" Smith, Dewain Whitmore           | 03:31                      |                            |                            |                            |                            |                            |
| 6.                         | 너의 손짓 (Touch It)              | Chen, Jo Yoon-kyung                       | Carlos Battey, Steven Battey, David Delazyn, Chaz Mishan, Denzil Remedios, Ryan S. Jhun             | 03:29                      |                            |                            |                            |                            |                            |
| 7.                         | 소름 (Chill)                      | Chanyeol, Seo Ji-eum                      | Darius Bryant, Julien Maurice Moore, G.Soul, Tay Jasper, Otha "Vakseen" Davis III, MZMC, Droyd      | 03:07                      |                            |                            |                            |                            |                            |
| 8.                         | 기억을 걷는 밤 (Walk On Memories) | Lee Seu-ran                               | Justin Reinstein, Wassily Gradovsky                                                                 | 03:52                      |                            |                            |                            |                            |                            |
| 9.                         | 내가 미쳐 (Going Crazy)           | JQ, Seolim                                | Shim Jae-won, Shaun, Wilbart "Vedo" McCoy III, Paul "Marz" Thompson, MZMC, Otha "Vakseen" Davis III | 03:46                      |                            |                            |                            |                            |                            |
| 31:35                      |                                   |                                           | |                            |                            |                            |                            |                            |                            |

| The War (Version chinoise) | The War (Version chinoise)  | The War (Version chinoise) | The War (Version chinoise)                                                                          | The War (Version chinoise) | The War (Version chinoise) | The War (Version chinoise) | The War (Version chinoise) | The War (Version chinoise) | The War (Version chinoise) |
| No                         | Titre                       | Auteur                     | Producteur(s)                                                                                       | Durée                      |                            |                            |                            |                            |                            |
| -------------------------- | --------------------------- | -------------------------- | --------------------------------------------------------------------------------------------------- | -------------------------- | -------------------------- | -------------------------- | -------------------------- | -------------------------- | -------------------------- |
| 1.                         | The Eve (破风)              | Wang Jing Yun              | Mike Woods, Kevin White, Andrew Bazzi, MZMC, Henry, Rice n' Peas                                    | 02:56                      |                            |                            |                            |                            |                            |
| 2.                         | Ko Ko Bop (叩叩趴)          | Arys Chien                 | Kaelyn Behr, Tay Jasper, Shaylen Carroll, MZMC, Styalz Fuego                                        | 03:10                      |                            |                            |                            |                            |                            |
| 3.                         | What U do? (可爱·可恶)      | Arys Chien                 | Kenzie, Ronny Svendsen, Justin Stein                                                                | 03:41                      |                            |                            |                            |                            |                            |
| 4.                         | Forever (我加你等于永远)    | Lin Xin Ye                 | Kenzie, LDN Noise, Adrian Mckinnon                                                                  | 03:50                      |                            |                            |                            |                            |                            |
| 5.                         | Diamond (C乐章)             | Lu Yi Qiu                  | Harvey Mason, Jr., Michael Wyckoff, Britt Burton, Patrick "J. Que" Smith, Dewain Whitmore           | 03:31                      |                            |                            |                            |                            |                            |
| 6.                         | Touch It (指语)             | Li Yi Xuan                 | Carlos Battey, Steven Battey, David Delazyn, Chaz Mishan, Denzil Remedios, Ryan S. Jhun             | 03:29                      |                            |                            |                            |                            |                            |
| 7.                         | Chill (寒噤)                | Yang Yao Cheng             | Darius Bryant, Julien Maurice Moore, G.Soul, Tay Jasper, Otha "Vakseen" Davis III, MZMC, Droyd      | 03:07                      |                            |                            |                            |                            |                            |
| 8.                         | Walk On Memories (梦回暮夜) | Wang Jing Yun              | Justin Reinstein, Wassily Gradovsky                                                                 | 03:52                      |                            |                            |                            |                            |                            |
| 9.                         | Going Crazy (疯语者)        | Lu Yi Qiu                  | Shim Jae-won, Shaun, Wilbart "Vedo" McCoy III, Paul "Marz" Thompson, MZMC, Otha "Vakseen" Davis III | 03:46                      |                            |                            |                            |                            |                            |
| 31:35                      |                             |                            | |                            |                            |                            |                            |                            |                            |

| The Power of Music (Version coréenne) | The Power of Music (Version coréenne) | The Power of Music (Version coréenne)     | The Power of Music (Version coréenne)                                                               | The Power of Music (Version coréenne) | The Power of Music (Version coréenne) | The Power of Music (Version coréenne) | The Power of Music (Version coréenne) | The Power of Music (Version coréenne) | The Power of Music (Version coréenne) |
| No                                    | Titre                                 | Auteur                                    | Producteur(s)                                                                                       | Durée                                 |                                       |                                       |                                       |                                       |                                       |
| ------------------------------------- | ------------------------------------- | ----------------------------------------- | --------------------------------------------------------------------------------------------------- | ------------------------------------- | ------------------------------------- | ------------------------------------- | ------------------------------------- | ------------------------------------- | ------------------------------------- |
| 1.                                    | 전야 (前夜) (The Eve)                 | Hwang Yoo-bin                             | Mike Woods, Kevin White, Andrew Bazzi, MZMC, Henry, Rice n' Peas                                    | 02:56                                 |                                       |                                       |                                       |                                       |                                       |
| 2.                                    | Power                                 | JQ, Kim Hye-jung                          | James Matthew Norton, LDN Noise                                                                     | 03:42                                 |                                       |                                       |                                       |                                       |                                       |
| 3.                                    | Sweet Lies                            | Chanyeol, G.Soul                          | Joseph 'Joe Millionaire' Foster, Tay Jasper, G.Soul, Otha 'Vakseen' Davis III, MZMC                 | 03:36                                 |                                       |                                       |                                       |                                       |                                       |
| 4.                                    | Ko Ko Bop                             | Chanyeol, Chen, Baekhyun, JQ, Hyun Ji-won | Kaelyn Behr, Tay Jasper, Shaylen Carroll, MZMC, Styalz Fuego                                        | 03:10                                 |                                       |                                       |                                       |                                       |                                       |
| 5.                                    | What U do?                            | Kenzie                                    | Kenzie, Ronny Svendsen, Justin Stein                                                                | 03:41                                 |                                       |                                       |                                       |                                       |                                       |
| 6.                                    | Forever                               | Kenzie                                    | Kenzie, LDN Noise, Adrian Mckinnon                                                                  | 03:50                                 |                                       |                                       |                                       |                                       |                                       |
| 7.                                    | 부메랑 (Boomerang)                    | Jo Yoon-kyung                             | Daniel "Obi" Klein, Thomas Sardorf, Ilang Lumholt                                                   | 03:00                                 |                                       |                                       |                                       |                                       |                                       |
| 8.                                    | 다이아몬드 (Diamond)                  | Jo Yoon-kyung                             | Harvey Mason, Jr., Michael Wyckoff, Britt Burton, Patrick "J. Que" Smith, Dewain Whitmore           | 03:31                                 |                                       |                                       |                                       |                                       |                                       |
| 9.                                    | 너의 손짓 (Touch It)                  | Chen, Jo Yoon-kyung                       | Carlos Battey, Steven Battey, David Delazyn, Chaz Mishan, Denzil Remedios, Ryan S. Jhun             | 03:29                                 |                                       |                                       |                                       |                                       |                                       |
| 10.                                   | 소름 (Chill)                          | Chanyeol, Seo Ji-eum                      | Darius Bryant, Julien Maurice Moore, G.Soul, Tay Jasper, Otha "Vakseen" Davis III, MZMC, Droyd      | 03:07                                 |                                       |                                       |                                       |                                       |                                       |
| 11.                                   | 기억을 걷는 밤 (Walk On Memories)     | Lee Seu-ran                               | Justin Reinstein, Wassily Gradovsky                                                                 | 03:52                                 |                                       |                                       |                                       |                                       |                                       |
| 12.                                   | 내가 미쳐 (Going Crazy)               | JQ, Seolim                                | Shim Jae-won, Shaun, Wilbart "Vedo" McCoy III, Paul "Marz" Thompson, MZMC, Otha "Vakseen" Davis III | 03:46                                 |                                       |                                       |                                       |                                       |                                       |
| 41:53                                 |                                       |                                           | |                                       |                                       |                                       |                                       |                                       |                                       |

| The Power of Music (Version chinoise) | The Power of Music (Version chinoise) | The Power of Music (Version chinoise) | The Power of Music (Version chinoise)                                                               | The Power of Music (Version chinoise) | The Power of Music (Version chinoise) | The Power of Music (Version chinoise) | The Power of Music (Version chinoise) | The Power of Music (Version chinoise) | The Power of Music (Version chinoise) |
| No                                    | Titre                                 | Auteur                                | Producteur(s)                                                                                       | Durée                                 |                                       |                                       |                                       |                                       |                                       |
| ------------------------------------- | ------------------------------------- | ------------------------------------- | --------------------------------------------------------------------------------------------------- | ------------------------------------- | ------------------------------------- | ------------------------------------- | ------------------------------------- | ------------------------------------- | ------------------------------------- |
| 1.                                    | The Eve (破风)                        | Wang Jing Yun                         | Mike Woods, Kevin White, Andrew Bazzi, MZMC, Henry, Rice n' Peas                                    | 02:56                                 |                                       |                                       |                                       |                                       |                                       |
| 2.                                    | Power (超音力)                        | Wu Yi Wei                             | James Matthew Norton, LDN Noise                                                                     | 03:42                                 |                                       |                                       |                                       |                                       |                                       |
| 3.                                    | Sweet Lies (甜蜜謊言)                 | JeremyG                               | Joseph 'Joe Millionaire' Foster, Tay Jasper, G.Soul, Otha 'Vakseen' Davis III, MZMC                 | 03:36                                 |                                       |                                       |                                       |                                       |                                       |
| 4.                                    | Ko Ko Bop (叩叩趴)                    | Arys Chien                            | Kaelyn Behr, Tay Jasper, Shaylen Carroll, MZMC, Styalz Fuego                                        | 03:10                                 |                                       |                                       |                                       |                                       |                                       |
| 5.                                    | What U do? (可爱·可恶)                | Arys Chien                            | Kenzie, Ronny Svendsen, Justin Stein                                                                | 03:41                                 |                                       |                                       |                                       |                                       |                                       |
| 6.                                    | Forever (我加你等于永远)              | Lin Xin Ye                            | Kenzie, LDN Noise, Adrian Mckinnon                                                                  | 03:50                                 |                                       |                                       |                                       |                                       |                                       |
| 7.                                    | Boomerang (愛迴旋)                    | Yan Yun Nong                          | Daniel "Obi" Klein, Thomas Sardorf, Ilang Lumholt                                                   | 03:00                                 |                                       |                                       |                                       |                                       |                                       |
| 8.                                    | Diamond (C乐章)                       | Lu Yi Qiu                             | Harvey Mason, Jr., Michael Wyckoff, Britt Burton, Patrick "J. Que" Smith, Dewain Whitmore           | 03:31                                 |                                       |                                       |                                       |                                       |                                       |
| 9.                                    | Touch It (指語)                       | Li Yi Xuan                            | Carlos Battey, Steven Battey, David Delazyn, Chaz Mishan, Denzil Remedios, Ryan S. Jhun             | 03:29                                 |                                       |                                       |                                       |                                       |                                       |
| 10.                                   | Chill (寒噤)                          | Yang Yao Cheng                        | Darius Bryant, Julien Maurice Moore, G.Soul, Tay Jasper, Otha "Vakseen" Davis III, MZMC, Droyd      | 03:07                                 |                                       |                                       |                                       |                                       |                                       |
| 11.                                   | Walk On Memories (梦回暮夜)           | Wang Jing Yun                         | Justin Reinstein, Wassily Gradovsky                                                                 | 03:52                                 |                                       |                                       |                                       |                                       |                                       |
| 12.                                   | Going Crazy (疯语者)                  | Lu Yi Qiu                             | Shim Jae-won, Shaun, Wilbart "Vedo" McCoy III, Paul "Marz" Thompson, MZMC, Otha "Vakseen" Davis III | 03:46                                 |                                       |                                       |                                       |                                       |                                       |
| 41:53                                 |                                       |                                       | |                                       |                                       |                                       |                                       |                                       |                                       |

## Classements

### Versions coréenne et chinoise

#### Classements hebdomadaires
| Classements                       | Meilleure position         | Meilleure position         | Meilleure position               | Meilleure position               |
| Classements                       | The War (Version coréenne) | The War (Version chinoise) | The War: TPOM (Version coréenne) | The War: TPOW (Version chinoise) |
| --------------------------------- | -------------------------- | -------------------------- | -------------------------------- | -------------------------------- |
| South Korean Albums (Gaon),       | 1                          | 2                          | 1                                | 2                                |
| Chinese Albums (YinYueTai),       | 1                          | 2                          | 1                                | 2                                |
| French Digital Albums (SNEP),     | 24                         | -                          | 36                               | -                                |
| Japanese Western Albums (Oricon), | 1                          | 4                          | -                                | -                                |
| Japanese Albums (Oricon),         | 7                          | 35                         | -                                | -                                |

#### Classements mensuels
| Classements                       | Meilleure position         | Meilleure position         | Meilleure position               | Meilleure position               |
| Classements                       | The War (Version coréenne) | The War (Version chinoise) | The War: TPOM (Version coréenne) | The War: TPOW (Version chinoise) |
| --------------------------------- | -------------------------- | -------------------------- | -------------------------------- | -------------------------------- |
| South Korean Albums (Gaon),       | 1                          | 2                          | 2                                | 4                                |
| Japanese Western Albums (Oricon), | 1                          | 10                         | -                                | -                                |
| Japanese Albums (Oricon),         | 22                         | -                          | -                                | -                                |

#### Classements annuels
| Classements                 | Meilleure position         | Meilleure position         | Meilleure position               | Meilleure position               |
| Classements                 | The War (Version coréenne) | The War (Version chinoise) | The War: TPOM (Version coréenne) | The War: TPOW (Version chinoise) |
| --------------------------- | -------------------------- | -------------------------- | -------------------------------- | -------------------------------- |
| South Korean Albums (Gaon)  | 2                          | 23                         | 7                                | 64                               |
| US World Albums (Billboard) | 7                          | 7                          | -                                | -                                |

### Versions combinées
| Japan (Billboard)                     | 11, | 12 |
| French Album Downloads (SNEP)         | 24  | 36 |
| Belgian Albums (Ultratop Flanders)    | 92  | -  |
| Canadian Albums Chart (Billboard)     | 76  | -  |
| New Zealand Heatseekers Albums (RMNZ) | 4   | -  |
| Scottish Albums (OCC)                 | 93  | -  |
| UK Album Downloads (OCC)              | 27  | -  |
| US Billboard 200                      | 87  | -  |
| US Independant Albums (Billboard)     | 3   | -  |
| US World Albums (Billboard)           | 1   | -  |

## Ventes
| Pays               | Ventes                     | Ventes                     | Ventes                           | Ventes                           | Total     |
| Pays               | The War (Version coréenne) | The War (Version chinoise) | The War: TPOM (Version coréenne) | The War: TPOW (Version chinoise) | Total     |
| ------------------ | -------------------------- | -------------------------- | -------------------------------- | -------------------------------- | --------- |
| South Korea (Gaon) | 966 437                    | 133 818                    | 471 416                          | 57 993                           | 1 629 724 |
| Japan (Oricon)     | 43 147                     | 7 595                      | -                                | -                                | 50 742    |
| China (Xiami)      | 363 324                    | 191 645                    | 190 456                          | 113 858                          | 859 283   |
| US (Billboard)     | 7 000                      | 7 000                      | -                                | -                                | 7 000     |

## Prix et nominations
| Année | Prix                    | Travail nommé | Titre                             | Résultat   |
| ----- | ----------------------- | ------------- | --------------------------------- | ---------- |
| 2017  | MelOn Music Awards      | The War       | Album of the Year                 | Nomination |
| 2017  | MelOn Music Awards      | Ko Ko Bop     | Song of the Year                  | Nomination |
| 2017  | MelOn Music Awards      | Ko Ko Bop     | Best Male Dance                   | Lauréat    |
| 2017  | Mnet Asian Music Awards | Ko Ko Bop     | Mwave Global Fans' Choice         | Lauréat    |
| 2017  | Mnet Asian Music Awards | Ko Ko Bop     | Best Dance Performance Male Group | Nomination |
| 2017  | Mnet Asian Music Awards | Ko Ko Bop     | Qoo10 – Song of the Year          | Nomination |
| 2017  | Mnet Asian Music Awards | Power         | Best Music Video                  | Nomination |
| 2017  | Mnet Asian Music Awards | The War       | Qoo10 – Album of the Year         | Lauréat    |
| 2018  | Golden Disk Awards      | The War       | Disk Bonsang                      | Lauréat    |
| 2018  | Golden Disk Awards      | The War       | Disk Daesang                      | Nomination |

### Programmes de classements musicaux
| Chanson     | Programme                 | Date              |
| ----------- | ------------------------- | ----------------- |
| "Ko Ko Bop" | Show Champion (MBC Music) | 26 juillet 2017   |
| "Ko Ko Bop" | Show Champion (MBC Music) | 2 août 2017       |
| "Ko Ko Bop" | M! Countdown (Mnet)       | 27 juillet 2017   |
| "Ko Ko Bop" | M! Countdown (Mnet)       | 3 août 2017       |
| "Ko Ko Bop" | M! Countdown (Mnet)       | 10 août 2017      |
| "Ko Ko Bop" | Music Bank (KBS)          | 28 juillet 2017   |
| "Ko Ko Bop" | Music Bank (KBS)          | 4 août 2017       |
| "Ko Ko Bop" | Inkigayo (SBS)            | 30 juillet 2017   |
| "Ko Ko Bop" | Inkigayo (SBS)            | 6 août 2017       |
| "Ko Ko Bop" | Show! Music Core (MBC)    | 5 août 2017       |
| "Ko Ko Bop" | Show! Music Core (MBC)    | 12 août 2017      |
| "Power"     | Show Champion (MBC Music) | 13 septembre 2017 |
| "Power"     | M! Countdown (Mnet)       | 14 septembre 2017 |
| "Power"     | Music Bank (KBS)          | 15 septembre 2017 |
| "Power"     | Music Bank (KBS)          | 22 septembre 2017 |
| "Power"     | Inkigayo (SBS)            | 17 septembre 2017 |

## Historique de sortie
| Édition            | Pays         | Date             | Format                   | Label                         |
| ------------------ | ------------ | ---------------- | ------------------------ | ----------------------------- |
| The War            | Corée du Sud | 18 juillet 2017  | Téléchargement légal     | SM Entertainment, Genie Music |
| The War            | Monde entier | 18 juillet 2017  | Téléchargement légal     | SM Entertainment              |
| The War            | Corée du Sud | 19 juillet 2017  | CD                       | SM Entertainment, Genie Music |
| The War            | Japon        | 21 juillet 2017  | CD                       | SM Entertainment              |
| The Power of Music | Corée du Sud | 5 septembre 2017 | CD, Téléchargement légal | SM Entertainment, Genie Music |
| The Power of Music | Monde entier | 5 septembre 2017 | Téléchargement légal     | SM Entertainment              |